# Теорема Мэйсона — Стотерса
Теорема Мэйсона — Стотерса — аналог abc-гипотезы для многочленов. Названа в честь Стотерса, который опубликовал её в 1981 году, и Мейсона, который вновь открыл её после этого.

## Формулировка
Пусть {\displaystyle a(t),b(t),c(t)} — попарно взаимно простые многочлены над полем, такие что {\displaystyle a+b=c} и хотя бы один из них имеет ненулевую производную. Тогда
{\displaystyle \max\{\deg(a),\deg(b),\deg(c)\}\leqslant \deg(\operatorname {rad} (abc))-1.}
Здесь {\displaystyle \operatorname {rad} f} — радикал многочлена, это произведение различных неприводимых множителей {\displaystyle f}. Для алгебраически замкнутых полей радикал многочлена {\displaystyle f} это многочлен минимальной степени с тем же множеством корней, что и у {\displaystyle f}; в этом случае {\displaystyle \deg \operatorname {rad} f} это просто число различных корней {\displaystyle f}.

## Примеры
- Над полями характеристики 0 условие, что хотя бы одна производная {\displaystyle a',b',c'} ненулевая равносильно тому, что хотя бы один многочлен — не константа. Над полями характеристики {\displaystyle p>0} недостаточно требовать, чтобы все {\displaystyle a,b,c} были неконстантными. Например, тождество {\displaystyle 1+t^{p}=(1+t)^{p}} даёт пример, где {\displaystyle \max\{\deg(a),\deg(b),\deg(c)\}=p}, а {\displaystyle \deg(\operatorname {rad} (abc))=2}.
- Если взять {\displaystyle a(t)=t^{n},c(t)=(t+1)^{n}}, то мы получим пример, в котором в теореме Мейсона — Стотерса достигается равенство, что показывает, что оценка в теореме в некотором смысле неулучшаема.
- Простым следствием теоремы Мейсона — Стотерса является аналог великой теоремы Ферма для полей функций: если {\displaystyle a(t)^{n}+b(t)^{n}=c(t)^{n}} для попарно взаимно простых {\displaystyle a,b,c} над полем характеристики, не делящей {\displaystyle n}, и {\displaystyle n>2}, то хотя бы один из {\displaystyle a,b,c} нулевой или все константы.

## Доказательство
Из условия {\displaystyle a+b=c} следует, что {\displaystyle b'a-ba'=c'a-a'c} и {\displaystyle a'b-ab'=c'b-cb'}. Обозначим {\displaystyle W=a'b-ab'}. Отсюда следует, что {\displaystyle {\text{НОД}}(a,a'),{\text{НОД}}(b,b'),{\text{НОД}}(c,c')} делит {\displaystyle W}. Поскольку все НОДы попарно взаимно просты, то их произведение делит {\displaystyle W}.
Ясно также, что {\displaystyle W\neq 0}. От противного: если {\displaystyle W=0}, то {\displaystyle a'b=ab'}, значит {\displaystyle a} делит {\displaystyle a'}, поэтому {\displaystyle a'=0} (поскольку {\displaystyle \deg a>\deg a'} при любом неконстантном {\displaystyle a}). Аналогично получаем, что {\displaystyle b'=0,c'=0}, что противоречит условию.
Из обоих утверждений получаем, что
{\displaystyle \deg {\text{НОД}}(a,a')+\deg {\text{НОД}}(b,b')+\deg {\text{НОД}}(c,c')\leqslant \deg W}
По определению {\displaystyle W} имеем {\displaystyle \deg W\leqslant \deg a+\deg b-1} , значит
{\displaystyle \deg {\text{НОД}}(a,a')+\deg {\text{НОД}}(b,b')+\deg {\text{НОД}}(c,c')\leqslant \deg a+\deg b-1}
Для любого многочлена {\displaystyle P} верно, что {\displaystyle \deg P-\deg \operatorname {rad} (P)\leqslant \deg {\text{НОД}}(P,P')}. Подставляя сюда {\displaystyle P=a,b,c} и подставляя в неравенство выше, получаем
{\displaystyle \deg abc-\deg(\operatorname {rad} (a)\operatorname {rad} (b)\operatorname {rad} (c))\leqslant \deg a+\deg b-1}
мы получаем, что
{\displaystyle \deg c\leqslant \deg \operatorname {rad} (abc)-1}
что и требовалось.
Снайдер дал элементарное доказательство теоремы Мейсона-Стотерса.

## Обобщения
Существует естественное обобщение, в котором кольцо многочленов заменены на одномерные поля функций.
Пусть {\displaystyle k} — алгебраически замкнутое поле характеристики 0, пусть {\displaystyle C/k} — гладкая проективная кривая рода {\displaystyle g}, и пусть {\displaystyle a,b\in k(C)} — рациональные функции на {\displaystyle C}, такие что {\displaystyle a+b=1}, и пусть {\displaystyle S} — множество точек в {\displaystyle C(k)}, содержащее все нули и полюсы {\displaystyle a,b}.
Тогда
{\displaystyle \max\{\deg(a),\deg(b)\}\leqslant \max\{|S|+2g-2,0\}.}
Здесь степень функции в {\displaystyle k(C)} это степень отображения, индуцированного из {\displaystyle C} в {\displaystyle P^{1}}.
Это было доказано Мэйсоном, альтернативное более короткое доказательство в том же году было опубликовано Сильверманом.
Существует дальнейшее обобщение, данное Voloch и независимо Brownawell и Массером, которое даёт верхнюю оценку для уравнений {\displaystyle a_{1}+\ldots +a_{n}=1}, для которых верно, что нет подмножеств {\displaystyle a_{i}}, которые являются {\displaystyle k}-линейно независимыми. При этих предположениях они доказали, что
{\displaystyle \max\{\deg(a_{1}),\ldots ,\deg(a_{n})\}\leqslant {\frac {1}{2}}n(n-1)\max\{|S|+2g-2,0\}.}

## Внешние ссылки
- Weisstein, Eric W. Mason's Theorem (англ.) на сайте Wolfram MathWorld.
- Mason-Stothers Theorem and the ABC Conjecture